# Крашко поље
Крашко поље је геоморфолошки облик у крашком пределу или красу. Представља дубоку затворену или полузатворену депресију која је издужена у правцу пружања слојева. Крашка поља обликом најчешће подсећају на простране котлине које имају заравњено дно и стрме стране.

## Начин постанка
У геоморфологији крашка поља су највећи површински облици у кречњачким теренима, који граде крашки предео. Она се јављају само у оним областима у којима је кречњачка маса знатне дебљине, великог распрострањења а одликује се великом чистоћом. Такве области представљају Динарски крас, крашке области Пелопонеза, Мале Азије, Јамајке, Кубе.
Поља настају тектонским спуштањем терена између паралелних или субпаралелних раседа. Тако насталу депресију, касније, обликује крашки процес, па крашко поље има све одлике краса.

## Одлике
Крашка поља су веће равне долине најчешће затворене са свих страна планинама, које се нагло издижу. Кроз поље тече више водотока, али обично се издваја један главни, који на једном крају поља понире, губи се у понору (река понорница). Дна поља углавном су благо нагнута ка понорима који су бројни у великим крашким пољима. Главна река може градити и више блиских поља, која се степенасто спуштају са речним падом.
Дно поља је равно и плодно (хумусно земљиште), али због затворености поља бива плављено у време већих вода. Изграђено је од резидијалне глине и алувијалног материјала а његова дебљина може бити већа од 100 m (такав случај имамо у Никшићком пољу). У великим крашким пољима дно је изграђено и од неогених и плеистоцених седимената. Постоје крашка поља која немају наносно дно, већ је оно стеновито и избушено вртачама (такав је горњи део Поповог поља).
Дужина крашких поља може бити од 2 до 60 и више километара. Увек су дугуљастог или овалног облика, тако да се ширина креће од неколико стотина метара до 10–15 km. Због пространости, ниже надморске висине и доброг земљишта крашка поља су погоднија за живот од околних висова, па су и знатно гушће насељена од њих. Ту су и смештена главна насеља у унутрашњости Динарског система. Осим Динарске крашке области познате су и крашке области Пелопонеза, Португалије, Мале Азије, Кубе и Јамајке.

## Класификација поља
Према свом постанку (генези) крашка поља могу се поделити на: тектонска, ерозивна и крашка (у ужем смислу).
Тектонска крашка поља предиспонирана су примарним тектонским покретима. У оквиру ове врсте издвајају се две подврсте, крашка раседна и крашка синклинална поља. Крашка раседна поља створена су радијалним тектонским покретима а њихов примарни облик је ров. Ако је облик поља предиспониран тангенцијалним покретима, онда је његов примарни облик синклинала и то су крашка синклинална поља. Највећи број поља Динарског краса постао је на овај начин.
Ерозивна крашка поља су полигенетска поља. То значи да су она, током морфолошке еволуције, изграђивана не само крашком, већ и радом других ерозија. Зависно од врсте ерозија које су имале удела у обликовању и изграђивању поља могу се издвојити 3 подврсте ерозивних крашких поља: Флувио-крашка, периглацијална-крашка и абразионо крашка поља.
У зависности од хидрографског режима крашка поља делимо на:
- сува (без или са ретким поплавама)
- стално плављена (најчешће у најнижем делу поља) и
- периодски плављена.

Хидрографски режим зависи од стадијума морфолошко-хидролошке еволуције краса: сува поља одмакла су најдаље у еволуцији. Све три групе поља, на основу овог критеријума, заступљене су у Црној Гори. Пример сувог поља је Цетињско поље. Периодски плављена поља су најзаступљенија, а такво је Његушко. Скадарско језеро је пример стално плављеног поља.
Постоје и крашка поља која су вештачки поплављена (на пример Никшићко).

## Најпознатија крашка поља
Најбројнија скупина крашких поља налази се у Динарском планинском венцу. Најпознатија и највећа крашка поља у Босни и Херцеговини су: Ливањско поље, Гламочко поље, Невесињско поље, Гатачко поље, док су у Црној Гори позната поља: Никшићко поље, Цетињско поље, Његушко поље и Граховско поље. Крашка поља се сусрећу и у Динарским крајевима Хрватске: Личко поље, Крбавско поље, Петрово поље и Словеније.